# بانجی
بانجی (به انگلیسی: Bungie, Inc) استودیوی طراحی و ساخت بازی‌های رایانه‌ای آمریکایی است، که در ماه مه سال ۱۹۹۱، بنیان نهاده شد.
این استودیو، توسط الکس سروپین و جیسون جونز تأسیس شد.
در تاریخ ۱۹ ژوین ۲۰۰۰، مصادف با نهمین سال تأسیس بانجی، توسط شرکت مایکروسافت خریداری شد و به استودیوهای بازی مایکروسافت پیوست. در ۱ اکتبر ۲۰۰۷ مایکروسافت اعلام کرد که دیگر بانجی به عنوان زیرمجموعه‌ای از این شرکت نخواهد بود و بانجی به‌عنوان یک شرکت سهامی خاص و بامسئولیت محدود به فعالیت خود ادامه خواهد داد.
در ۳۱ ژنویه ۲۰۲۲ سونی اعلام کرد که قصد تصاحب بانجی به مبلغ ۳٫۶ میلیارد دلار را دارد. در حالی که بانجی به بخشی از سونی اینتراکتیو انترتینمنت تبدیل می‌شود اما طبق خواسته‌ی سونی، بانجی به‌عنوان یک زیرمجموعه مستقل در توسعه و نشر به فعالیتش ادامه خواهد داد و زیرمجموعه استودیوهای پلی‌استیشن محسوب نخواهد شد. در عوض، سرمایه‌گذاری سونی باعث کمک به بانجی در استخدام توسعه‌دهندگان برای گسترش کارهایشان برای فرنچایز سرنوشت و پروژه‌های دیگر خواهد بود. همچنین بعد از این خرید، دعوتنامه‌ای جهت پیوستن بیشتر افراد مجرب به این استودیو جهت گسترش نیرو و توانایی نیز منتشر شد. هردوی شرکت‌ها اظهار داشتند که این قرارداد تأثیری در انحصاری بودن یا دسترسی در پلتفرم‌های سرنوشت ۲ نخواهد داشت.
مجموعه باز ماراتن و میت و همچنین اونی از سری بازی‌های طراحی شده توسط این شرکت است. عمده محبوبیت و شهرت این استودیو، مربوط به ساخت سری بازی‌های پرفروش و مشهور هیلو می‌باشد.

## بازی‌ها
| سال  | عنوان                         | پلتفرم                                                                                          |
| ---- | ----------------------------- | ----------------------------------------------------------------------------------------------- |
| ۱۹۹۰ | ناپ!                          | مک اواس کلاسیک                                                                                  |
| ۱۹۹۱ | عملیات: طوفان صحرا            | مک اواس کلاسیک                                                                                  |
| ۱۹۹۲ | مینوتور: هزارتوی کرت          | مک اواس کلاسیک                                                                                  |
| ۱۹۹۳ | مسیرهایی به سوی تاریکی        | مک اواس کلاسیک                                                                                  |
| ۱۹۹۴ | ماراتن                        | اپل پیپ‌پین (به عنوان سوپر ماراتن), مک اواس کلاسیک                                               |
| ۱۹۹۵ | ماراتن ۲: دورندال             | اپل پیپ‌پین (به‌عنوان سوپر ماراتن), مک اواس کلاسیک، مایکروسافت ویندوز، اکس‌باکس ۳۶۰                |
| ۱۹۹۶ | ماراتن بیکران                 | مک اواس کلاسیک                                                                                  |
| ۱۹۹۷ | افسانه: فرمانروایان فروافتاده | مک اواس کلاسیک، مایکروسافت ویندوز                                                               |
| ۱۹۹۸ | افسانه ۲: روح فرومایه         | مک اواس کلاسیک، مایکروسافت ویندوز                                                               |
| ۲۰۰۱ | اونی                          | مک اواس کلاسیک، مک‌اواس، مایکروسافت ویندوز، پلی‌استیشن ۴                                          |
| ۲۰۰۱ | هیلو: نبرد تکامل              | مک‌اواس، مایکروسافت ویندوز، اکس‌باکس                                                              |
| ۲۰۰۴ | هیلو ۲                        | مایکروسافت ویندوز، اکس‌باکس                                                                      |
| ۲۰۰۷ | هیلو ۳                        | اکس‌باکس ۳۶۰                                                                                     |
| ۲۰۰۹ | هیلو ۳: اودی‌اس‌تی              | اکس‌باکس ۳۶۰                                                                                     |
| ۲۰۱۰ | هیلو: ریچ                     | اکس‌باکس ۳۶۰                                                                                     |
| ۲۰۱۴ | سرنوشت                        | پلی‌استیشن ۳, پلی‌استیشن ۴, اکس‌باکس ۳۶۰, اکس‌باکس وان                                              |
| ۲۰۱۷ | سرنوشت ۲                      | مایکروسافت ویندوز، پلی‌استیشن ۴ پلی‌استیشن ۵, اکس‌باکس وان، اکس‌باکس سری اکس و سری اس، گوگل استادیا |